# Plastic Bertrand
Plastic Bertrand, vlastním jménem Roger Marie François Jouret (* 24. února 1954 Brusel), je belgický zpěvák a skladatel.

## Životopis
Narodil se v Bruselu francouzskému otci a ukrajinské matce. V mládí hrál v několika studentských kapelách ovlivněných hudbou Rolling Stones. V roce 1973 založil protopunkovou skupinu Hubble Bubble.
Sólovou kariéru jako Plastic Bertrand započal v roce 1977 svým nejznámějším hitem „Ça plane pour moi“ (jedna z nejznámějších a komerčně nejúspěšnějších francouzsky zpívaných punkových písní vůbec). Žánrově se pohyboval na rozhraní new wave, punk rocku a popu. V 80. letech žil v Miláně.
V roce 1987 reprezentoval Lucembursko na Eurovision Song Contest s písní „Amour Amour“. Obsadil 21. místo.
Plastic Bertrand také uváděl několik televizních pořadů.

## Diskografie

### Alba
- 1978: AN 1
- 1979: J'te fais un plan
- 1980: L'album
- 1981: Plastiquez vos baffles
- 1983: Chat va...Et toi?
- 1989: Pix
- 1994: Suite diagonale
- 2002: Ultra terrestre
- 2008: Dandy Bandit
- 2020: L'expérience humaine